# 文翔館
文翔館（ぶんしょうかん）は、山形県山形市の中心部にある国の重要文化財「山形県旧県庁舎及び県会議事堂」を修復・利活用している施設の愛称。正式名称は「山形県郷土館」。日没から21時30分までライトアップが行われている。

## 概要
1911年（明治44年）5月の山形市北大火 によって初代山形県庁舎および県会議事堂は焼失してしまった。このため再建される新庁舎は耐火建築物として建設されることが決定し、出羽国米沢藩（現：米沢市）出身の中條精一郎が設計顧問、県工師として東京から招いた田原新之助を設計・監督を行い、当時の県総予算の4分の一である40万円を投じ、1916年（大正5年）6月、2代目の県庁舎および県会議事堂がイギリス・ルネサンス様式で竣工した。建物はレンガ造りで（床・天井・小屋組は木造）、県庁舎は地上2階、半地下1階の3階建て。議事堂は平屋建て一部2階建て。外壁の花崗岩は現在の南陽市産出のもので、屋根には宮城県雄勝町産の黒色スレートなどを使用した。

### 戦後
高度成長期に入り、県行政の中心である県庁の機能も複雑多岐にわたるようになり、増設を重ねてきた2代目庁舎も各部署が分散し、また狭いため、事務効率上の問題が指摘され始めた。これを受け新県庁舎建設計画が策定され、建設地は開通が予定の山形自動車道山形蔵王ICから至近の山形市東郊のあこや地区（松波2丁目）とし、県の誕生百年を目前に控えた1975年（昭和50年）9月、総工費97億円余りを投じ建設された地下2階、地上16階の3代目県庁舎が完成した。
松波に県庁が移転後、2代目庁舎は山形県東南村山地方事務所庁舎が完成するまで暫定庁舎として利用されたが、2代目庁舎跡地の利用に関して県は、1973年（昭和48年）8月に副知事を会長とする旧県庁跡地利用問題懇談会を設置。1975年8月、同懇談会は正面本庁舎は歴史資料館として永久保存すること。敷地すべてのうち、南面道路にあたる分を除くほかは、すべて緑地公園とする。などを内容とする利用計画を知事に答申した。その後、山形市議会の市庁舎建設委員会が老朽化していた山形市役所の新庁舎建設用地として、2代目庁舎跡地が最も適しているとし、県当局と折衝する局面もあったが、県は懇談会の計画に沿って跡地を整備するという方針を1977年（昭和52年）度末に公式に打ち出した。

### 開館
1984年（昭和59年）12月28日に2代目庁舎および県会議事堂が、国から重要文化財に指定されたことを受け、1986年（昭和61年）7月から保存・公開にむけた修復工事のほか、周辺を緑地公園に整備する事業が着手され、 1995年（平成7年）9月に事業が完了し、10月1日、「山形県郷土館」（愛称：文翔館）として開館した。県会議事堂の修復工事では、コンサートなどを行うホールへの用途変更を行うために、L字型のステンレス製の巨大な補強材を両側面に六本ずつ設置して構造補強を行ったが、この補強材はあえて金属の地肌を露出させて、後世の補強材であることを強調している。創建時から稼働する時計塔の機械式大時計は札幌市時計台に次いで国内で2番目に古いものである。

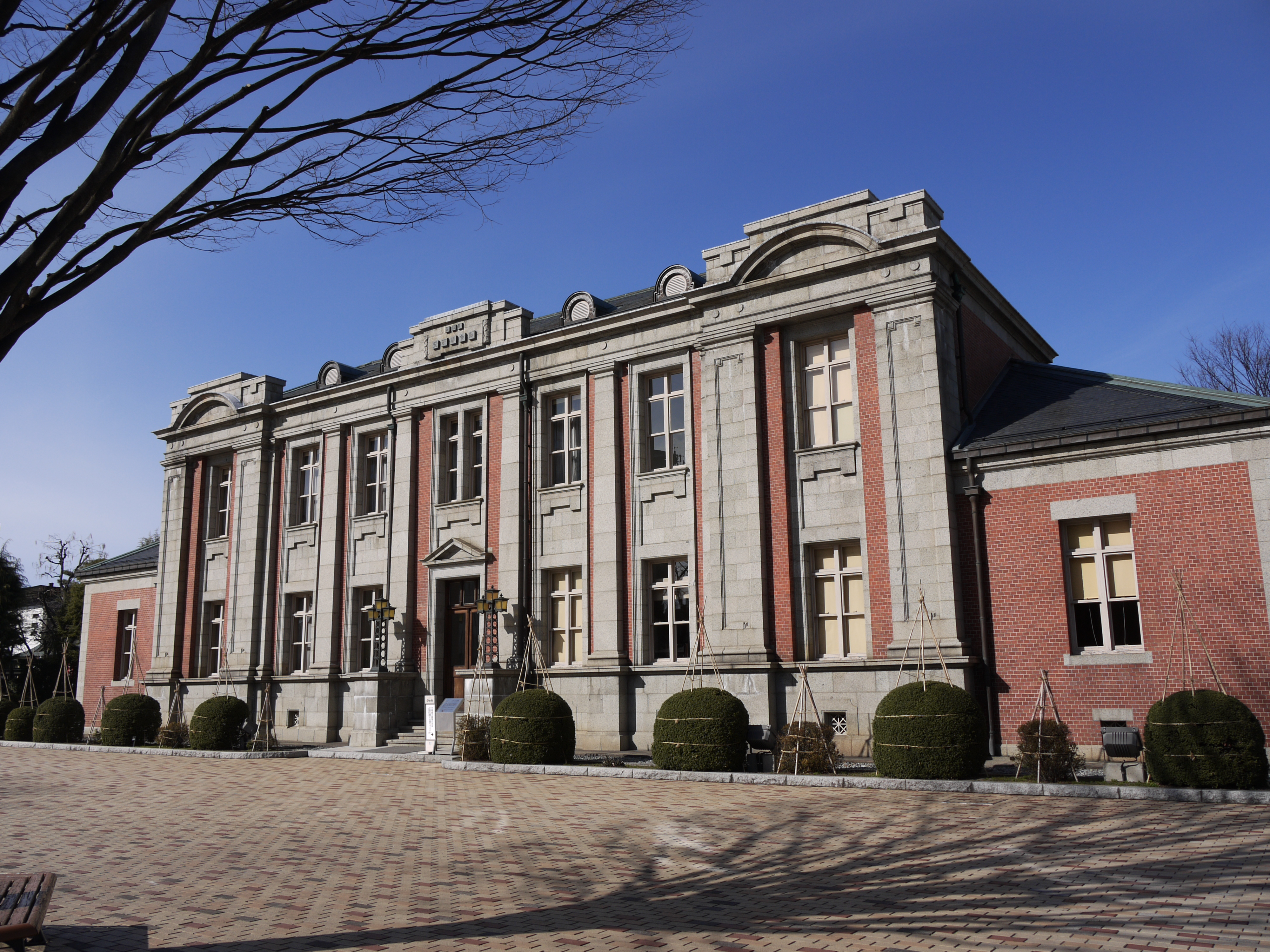
文翔館（第2代山形県会議事堂）

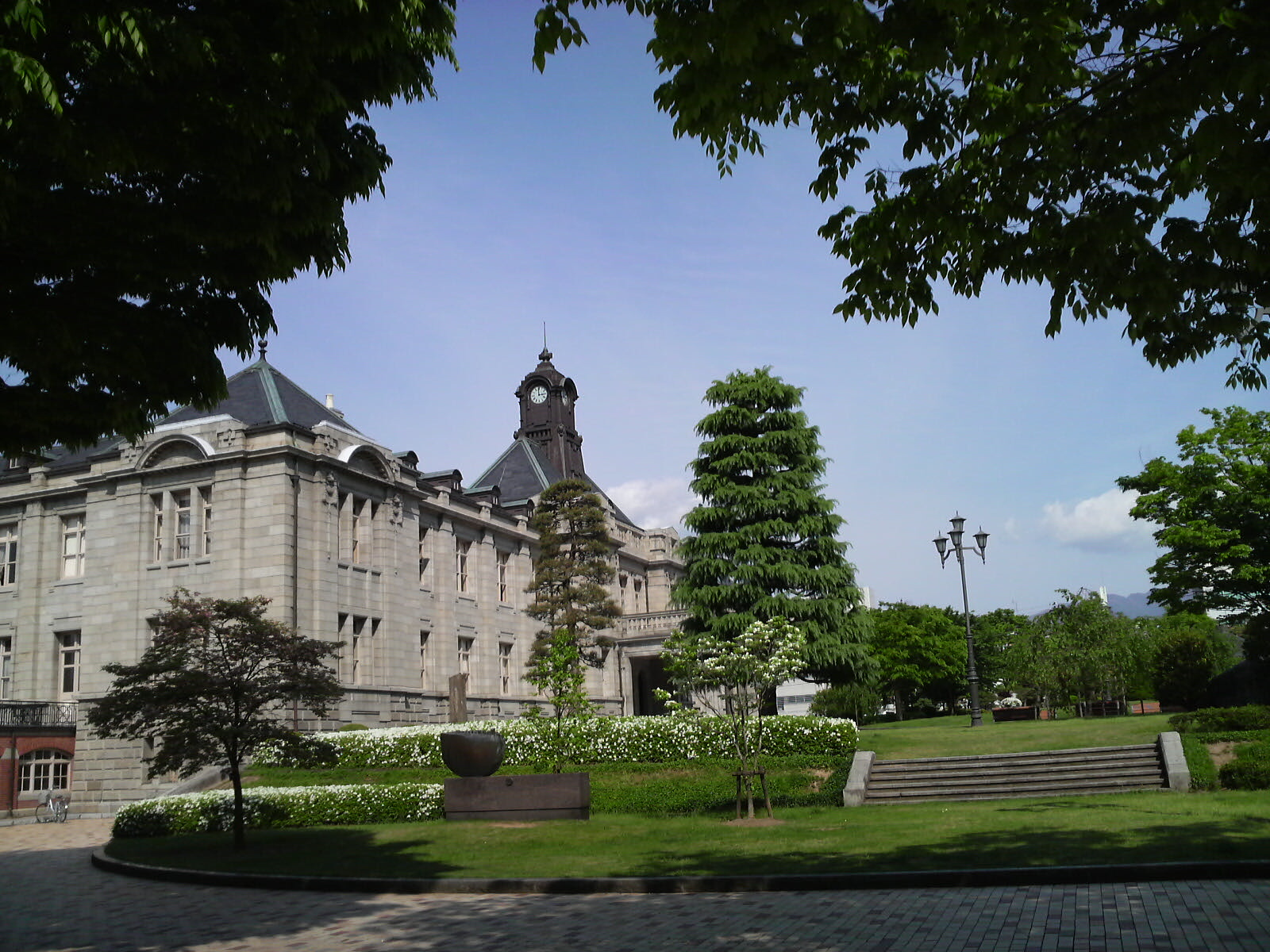
文翔館（第2代山形県庁舎）および前庭の県政史緑地

内部には議場ホール（約250名収容）、2つの会議室、8つのギャラリーがあり貸し出されているほか、展示室等を設置。前庭にあたる南側には、1.6haの面積に日本庭園・噴水・石張りの広場などを備えた「県政史緑地」（北緯38度15分23.57秒 東経140度20分25.98秒 / 北緯38.2565472度 東経140.3405500度）を創り、中庭も整備された。
文翔館と県政史緑地は別の施設であるが、一括して1つの指定管理者が管理・運営をしており、県民活動の場としての利用のほか、コンサートやライブ、その他屋外イベントが行われ、中心部の集客装置として機能している。また山形テルサを本拠とする山形交響楽団が文翔館を練習場として使い小規模なコンサートも催している。
門前はT字路となっており、正面南方向には七日町商店街を初めとした山形市の中心部繁華街が続く。他の東西2方向は県道19号山形山寺線および県道22号山形天童線であり、文翔館は山形市の都市骨格の交通の要衝にあるランドマークとなっている。周辺には山形地方裁判所、山形市役所を初めとした山形の主要施設が集まっている（#周辺参照）。

## 沿革
前史
- 1876年（明治9年）8月 - 山形県・置賜県・鶴岡県が合併して、山形県となる。
- 1877年（明治10年）
  - 10月 - 山形県会が発足[18]。
  - 11月 - 初代山形県庁舎が落成。
- 1878年（明治11年）7月22日 - 府県会規則発布。
- 1879年（明治12年）2月 - 府県会規則に基づく正式な山形県会が開設[18]。
- 1883年（明治16年）5月 - 初代山形県会議事堂が落成。
- 1911年（明治44年）5月8日 - 山形市北大火で、県庁舎および県会議事堂が焼失。

山形県郷土館（文翔館）の歴史
- 1913年（大正2年）4月 - 初代県庁舎および県会議事堂の跡地に第2代のそれらを着工。
- 1916年（大正5年）6月 - 第2代山形県庁舎（北緯38度15分23.8秒 東経140度20分28.5秒 / 北緯38.256611度 東経140.341250度）、および、第2代山形県会議事堂（北緯38度15分25.3秒 東経140度20分25.9秒 / 北緯38.257028度 東経140.340528度）が落成。
- 1930年（昭和5年）10月 - 第3代山形県会議事堂が落成。第2代の方は改装して事務室として使用。
- 1975年（昭和50年）9月 - 地下2階、地上16階の第3代山形県庁舎および第4代山形県議会議事堂が市内松波に完成し移転 。旧庁舎は山形県東南村山地方事務所庁舎として使用開始。
- 1984年（昭和59年）
  - 9月 - 鉄砲町二丁目に山形県東南村山地方事務所庁舎の完成によって、同庁舎としての利用を終了。
  - 12月28日 - 国の重要文化財に指定[1]。
- 1986年（昭和61年）7月 - 修理工事を開始。
- 1995年（平成7年）
  - 9月 - 修理工事終了。
  - 10月1日 - 「山形県郷土館」（愛称：文翔館）として開館。
- 2021年（令和3年）
  - 8月7日 - 公募で選定されたさくらんぼファクトリーが運営する「やまがたフルーツcafe Hongmi Full（カフェ・ホンミ・フル）」が2階で営業を開始[19]。

## 文化財

### 重要文化財（国指定）
- 旧県庁舎
- 旧県会議事堂

以上は「山形県旧県庁舎及び県会議事堂 2棟」の名称で重要文化財に指定されている。
他に以下の物件が重要文化財の附（つけたり）指定となっている。
- 渡廊下 1棟
- 工事関係記録 7冊
- 設計図 9枚
- 旧県庁舎棟札 2枚

## 利用
- 開館時間：9:00 〜 16:30
- 入場料無料

休館日
- 第1・3月曜日（ただし、祝祭日の場合は翌日）
- 年末年始

## アクセス
- 鉄道：
  - JR東日本・北山形駅東口より徒歩18分
  - JR東日本・山形駅東口より徒歩24分
- バス：
  - 山形交通・市役所前バス停より徒歩1分
- 無料駐車場： 
  - 普通車（約40台）は予約なしで駐車可。
  - 大型バス・マイクロバスは予約必要。

## ギャラリー

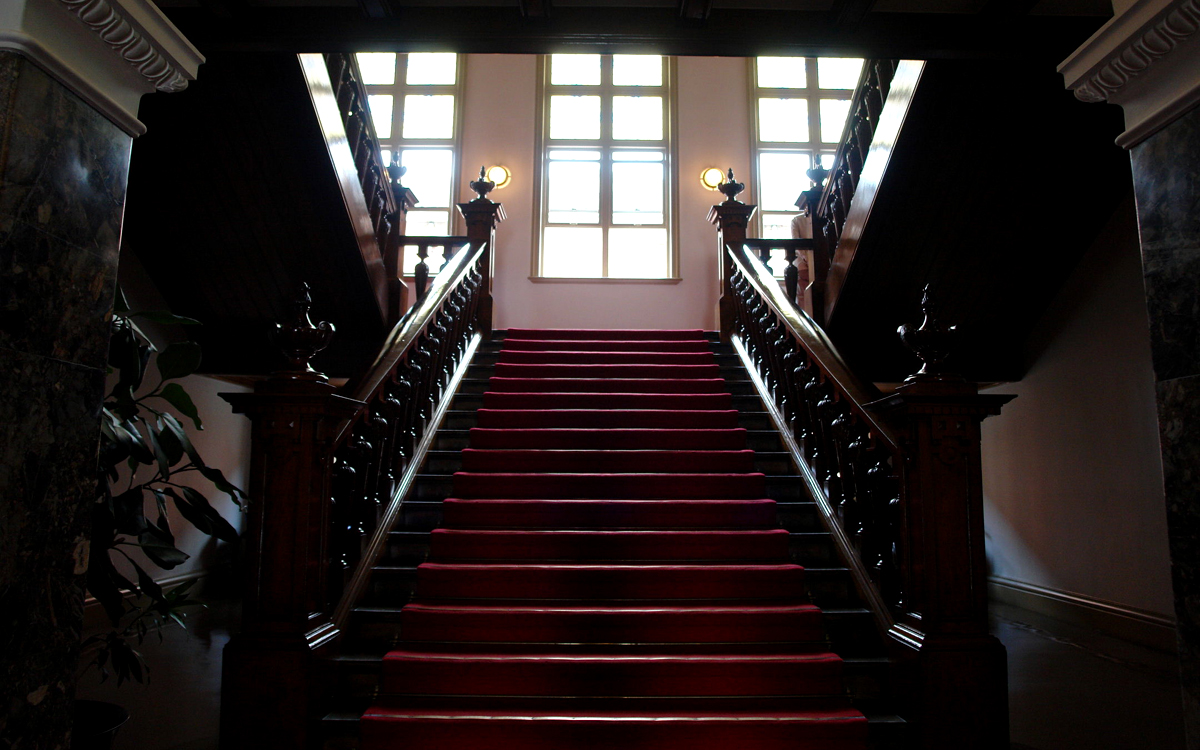
文翔館（第2代山形県庁舎）の中央階段
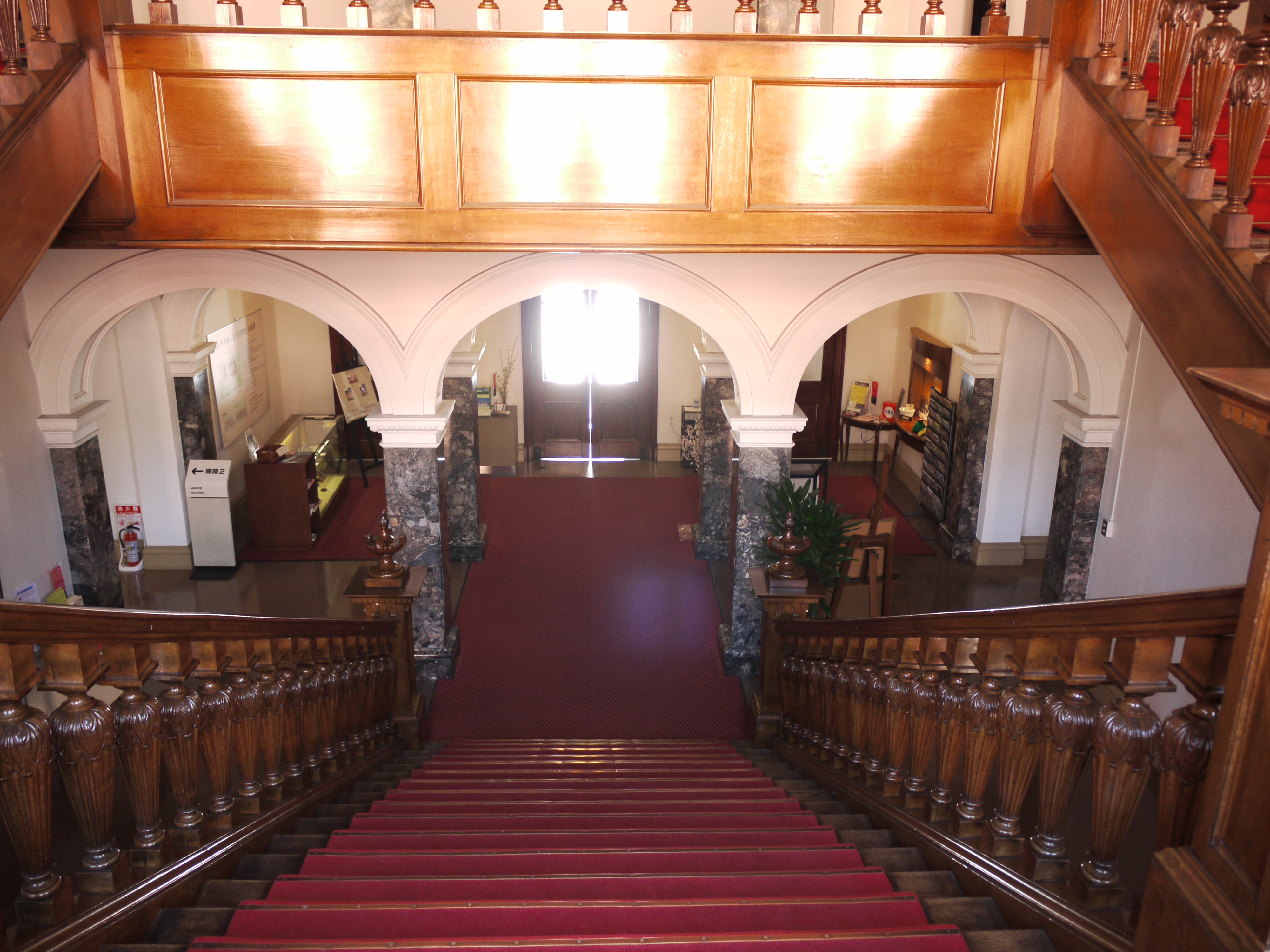
文翔館（第2代山形県庁舎）中央階段および玄関
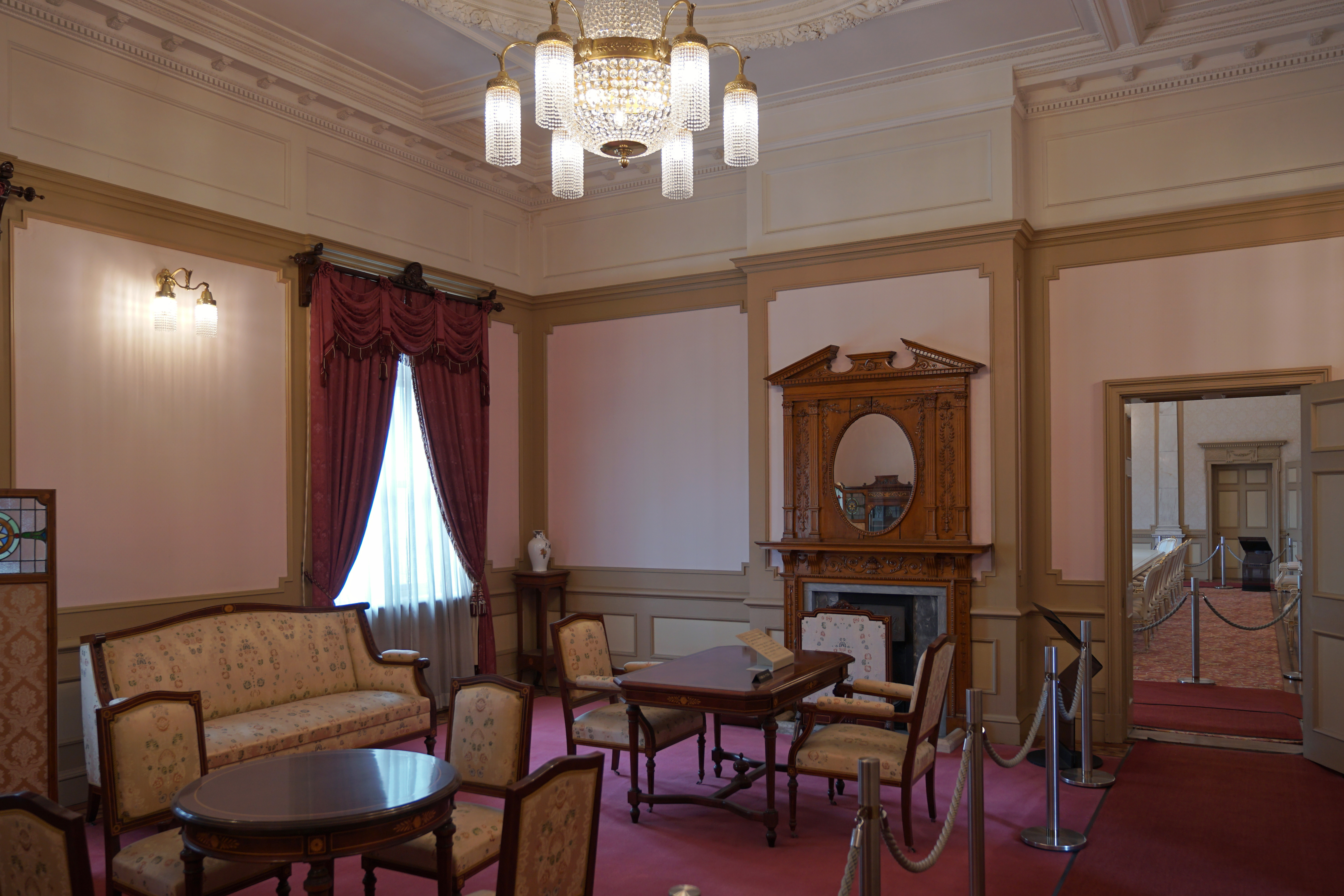
文翔館（第2代山形県庁舎）の貴賓室
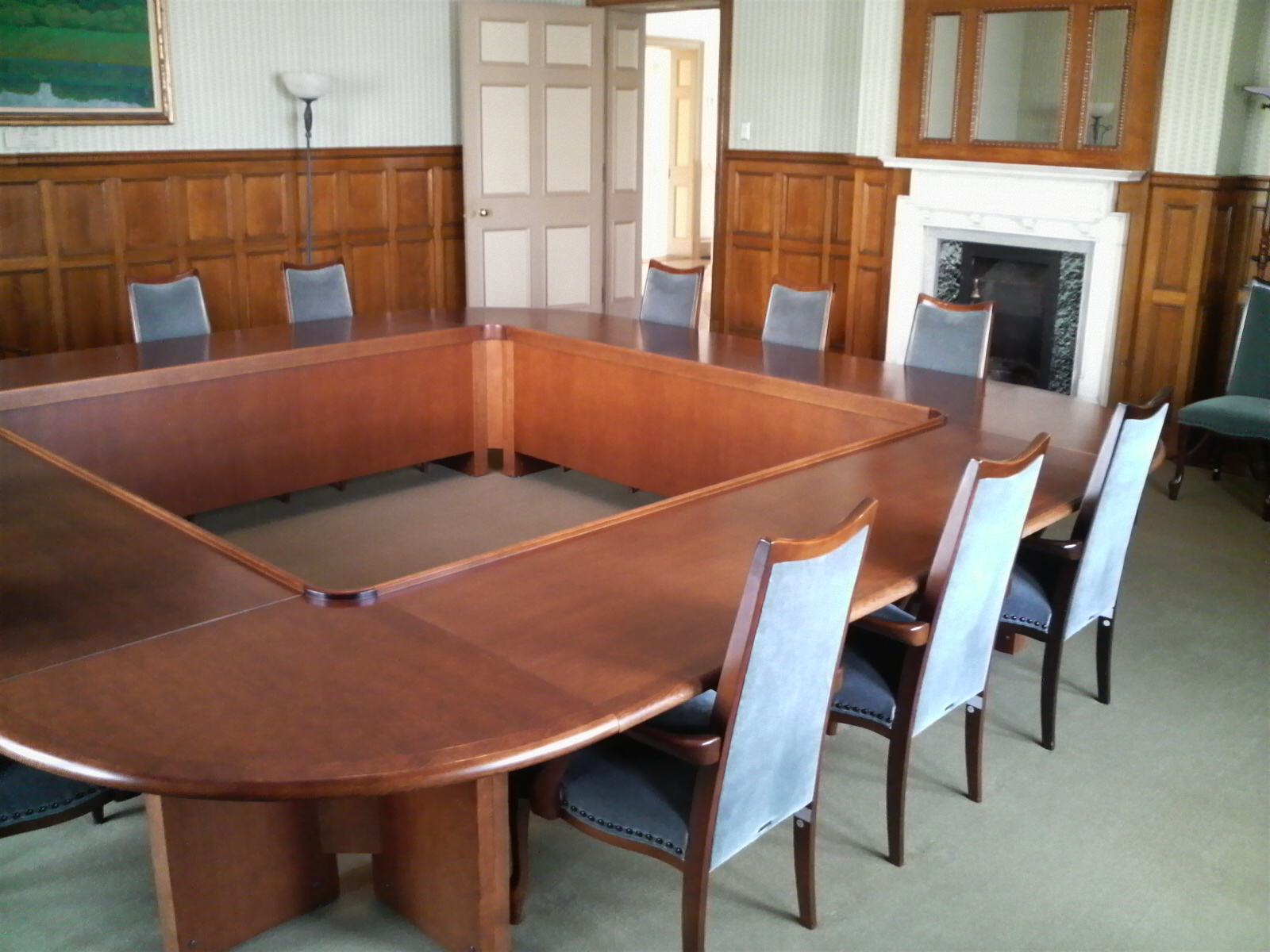
文翔館（第2代山形県庁舎）の警察部長室
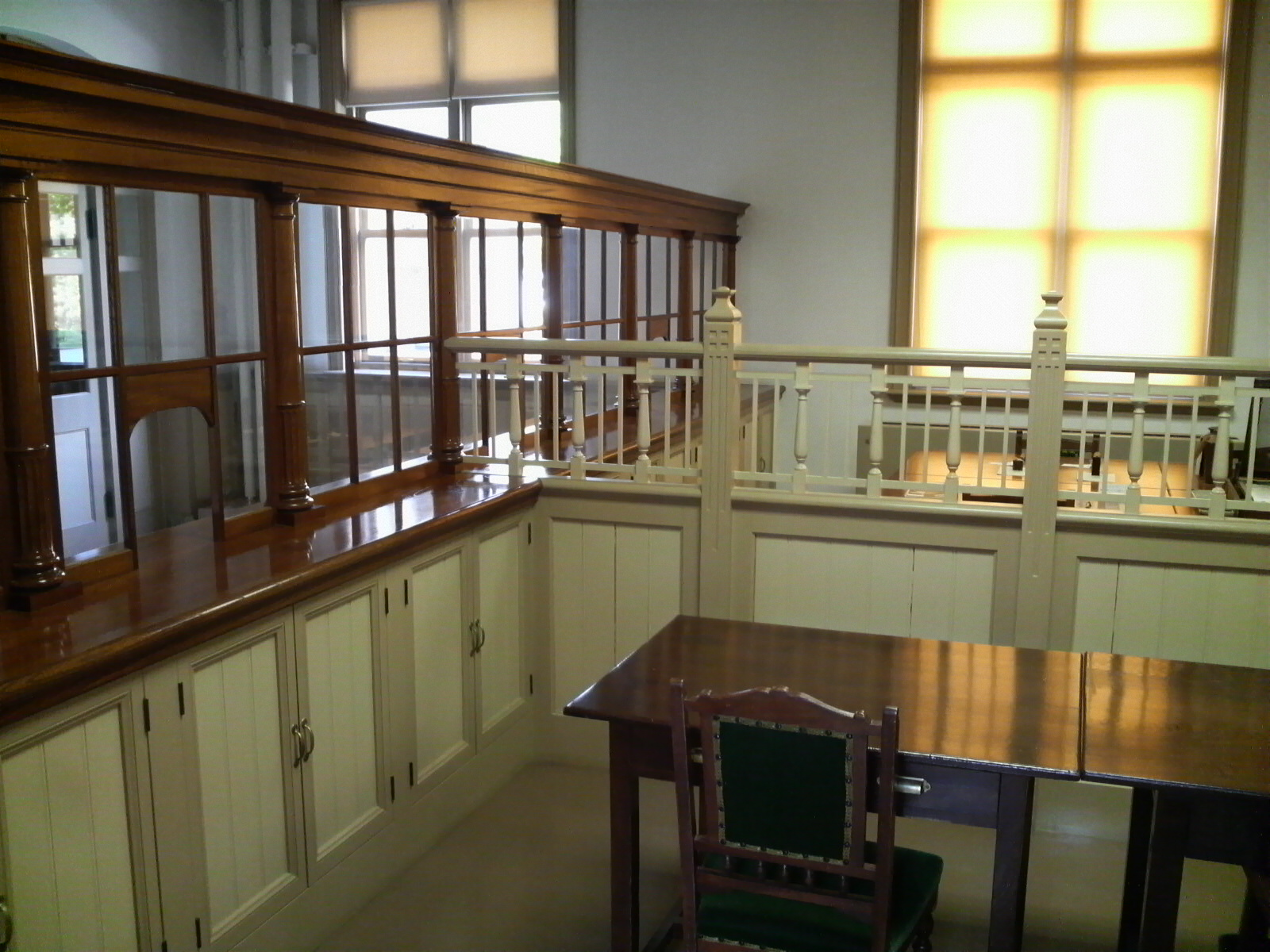
文翔館（第2代山形県庁舎）の会計課・銀行出納係
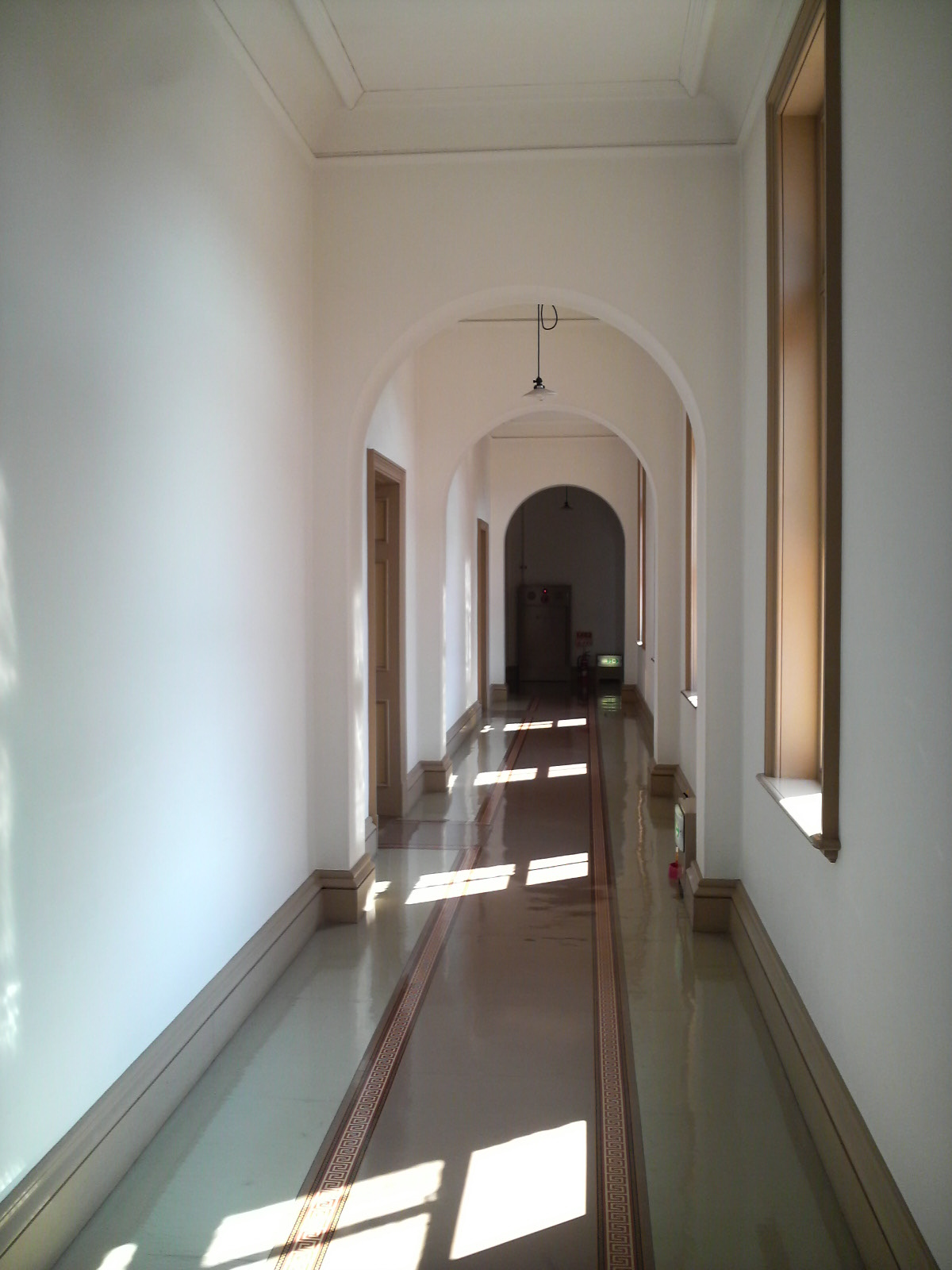
文翔館（第2代山形県庁舎）の2階通路
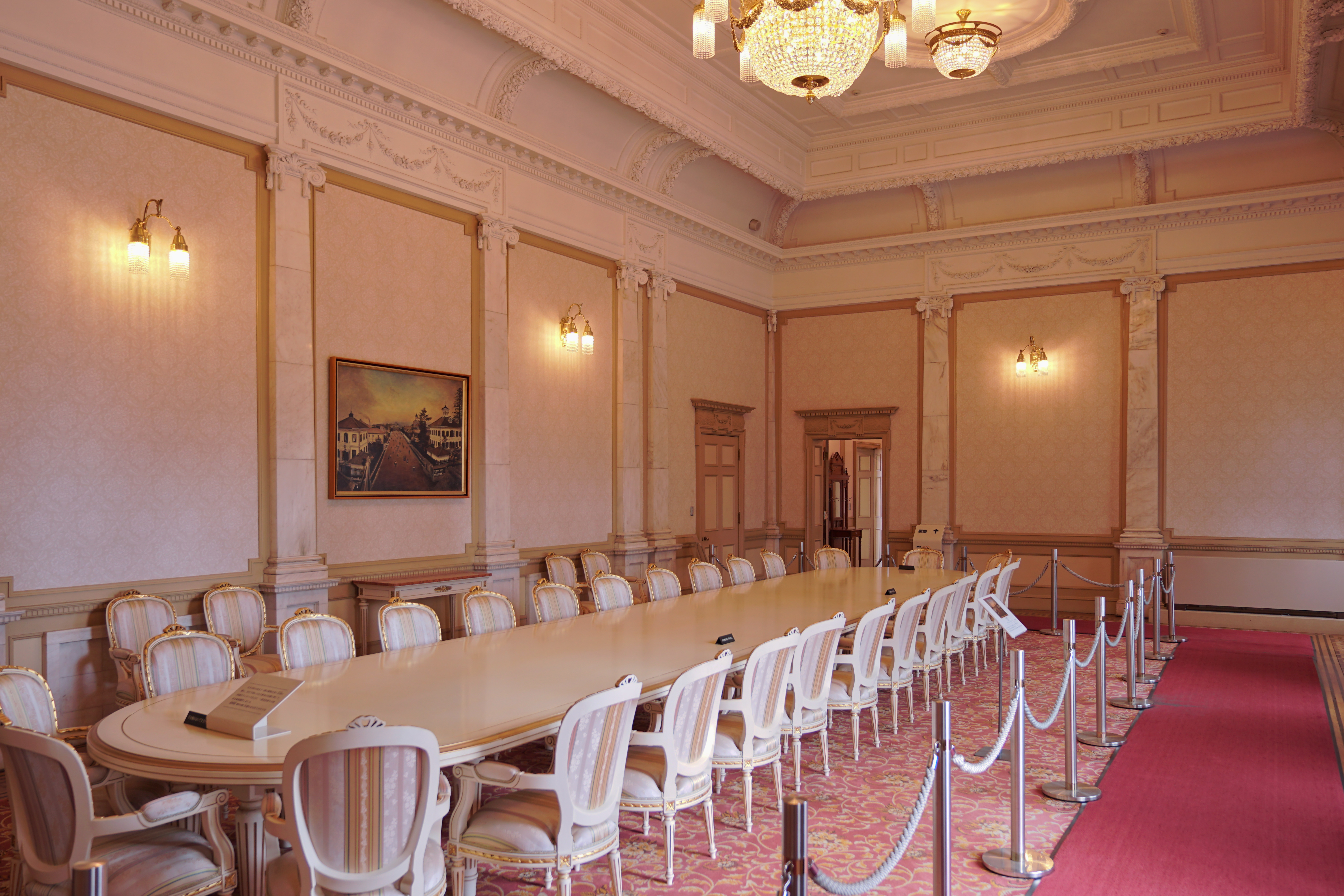
文翔館（第2代山形県庁舎）の3階にある正庁
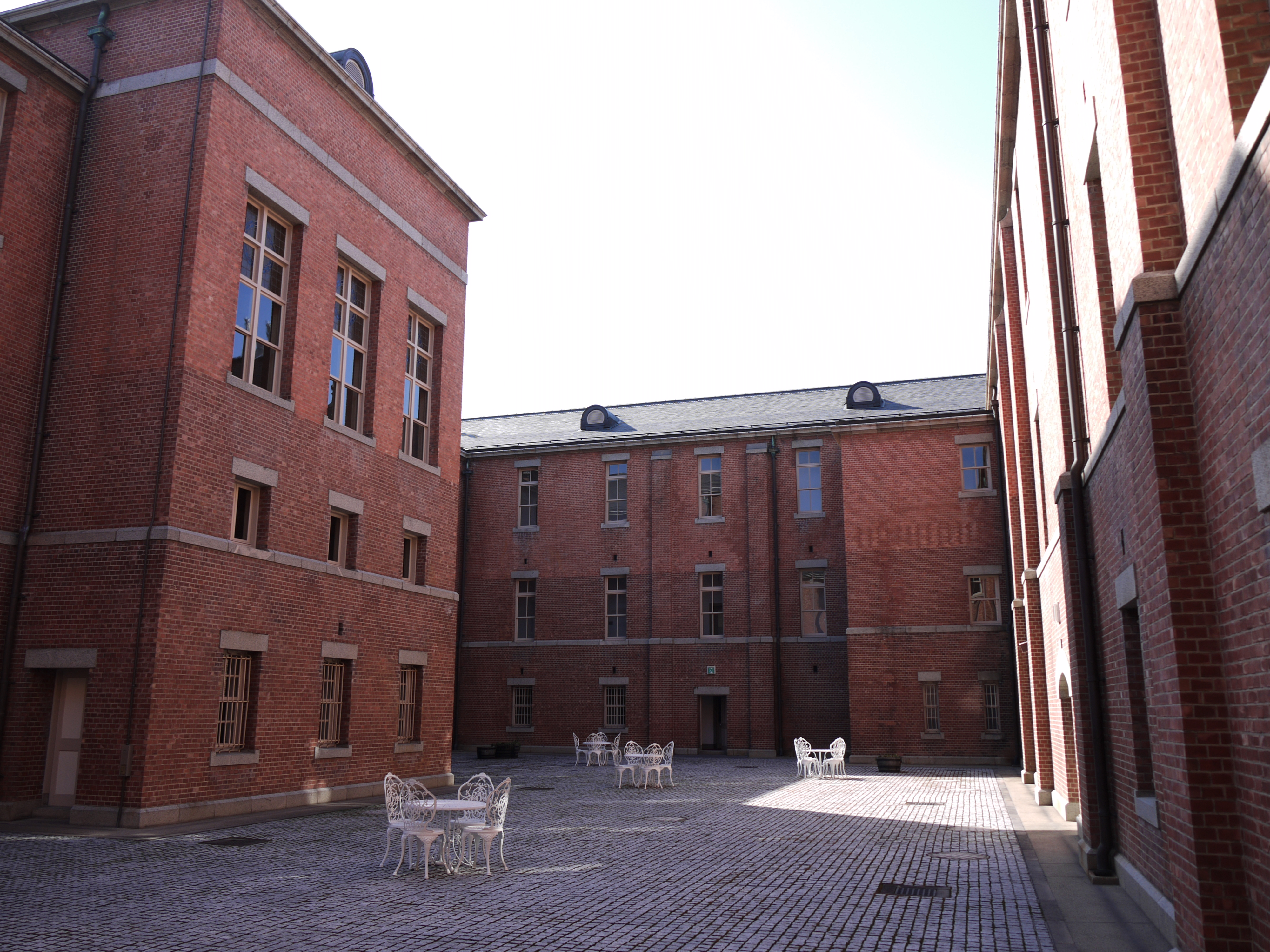
文翔館（第2代山形県庁舎）中庭
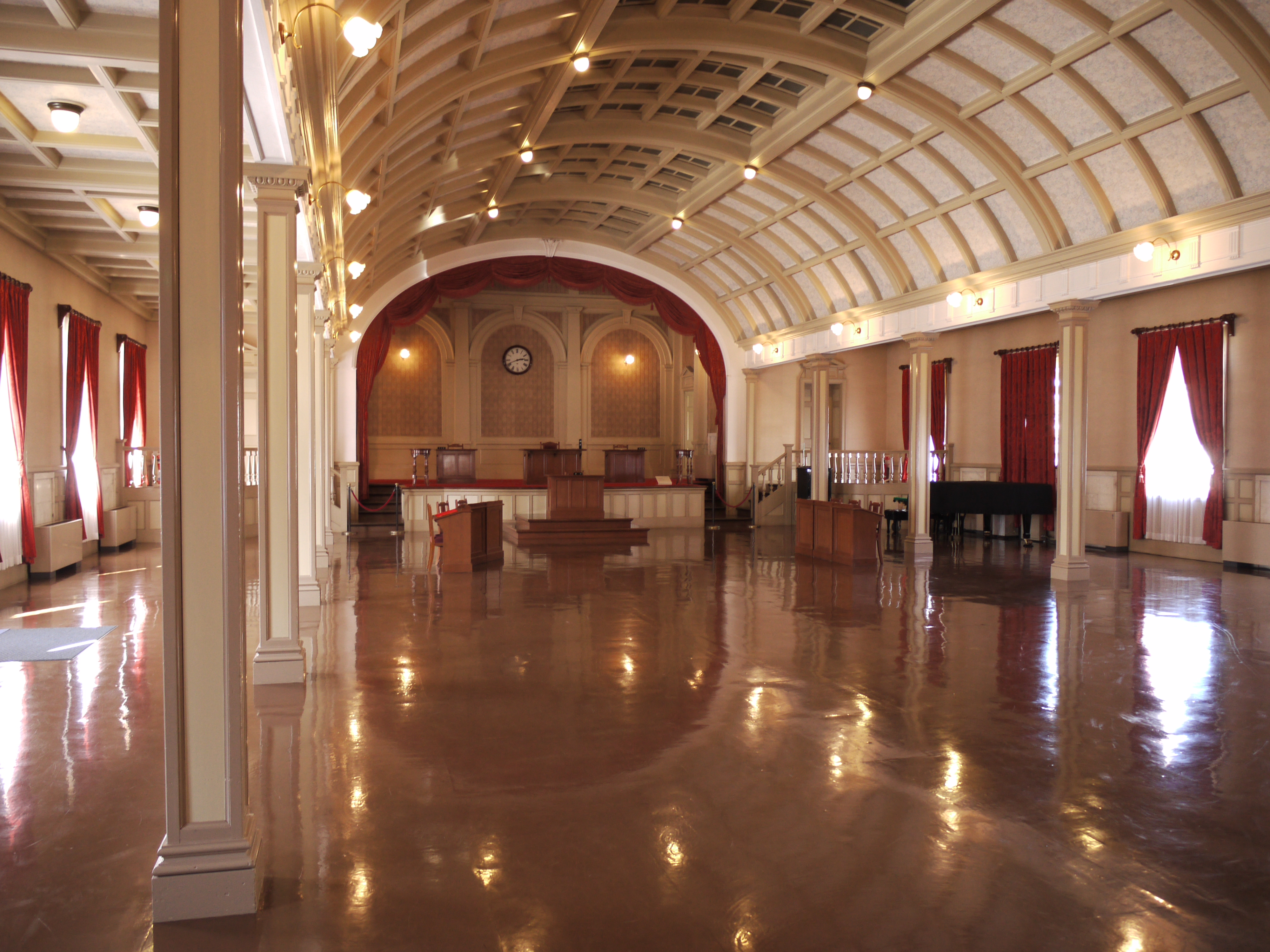
文翔館（旧県会議事堂）議場ホール

## ロケ地
実写作品のロケ地としても使われている。
- 百年の物語 - 2000年のスペシャルドラマ[20]。
- 流転の王妃・最後の皇弟 - 2003年のスペシャルドラマ[20]。
- るろうに剣心 京都大火編 / 伝説の最期編 - 2014年の映画[21]。
- 賭ケグルイ - 2018年のテレビドラマ[22]。

## 周辺
| - 山形市立第四小学校 - 湯殿山神社（羽州山形七福神） - 山形メディアタワー - 山形地方裁判所 - 山形市役所 - 遊学館（山形県立図書館） | - 仙台管区気象台山形地方気象台 - 山形県立山形東高等学校 - 山形県立山形北高等学校 - 山形県立山形工業高等学校 - 山形県立博物館教育資料館（旧山形師範学校本館） |